# Estação Neptuno
A Estação Neptuno é uma das estações do Metrô de Santiago, situada em Santiago, entre a Estação San Pablo e a Estação Pajaritos. Faz parte da Linha 1.
Foi inaugurada em 15 de setembro de 1975. Localiza-se no cruzamento da Avenida Neptuno com a Avenida Dorsal. Atende a comuna de Lo Prado.